# Dolores Franco Mateos
Dolores Franco Mateos (Madrid, 31 d'octubre de 1822-13 de novembre de 1843) va ser una cantant d'òpera soprano espanyola.
Nascuda a Madrid el 31 d'octubre de 1822. Era filla de Juan Franco, natural de Baza, i d'Antonia Mateos, de Vélez-Blanco. Va començar els estudis de solfeig i guitarra a Sevilla amb el mestre Sierra, però que va haver d'interrompre a causa de l'epidèmia del còlera i la mort de la seva mare. Poc després, va tornar a Madrid amb la família, es va matricular al Reial Conservatori Superior de Música de Madrid el 14 d'octubre de 1839. En només un any va fer molts avenços i la seva veu de soprano va agradar tant que l'empresari del Teatro del Circo, Segundo Colmenares, la va contractar com a prima donna absoluta. Franco es va donar a conèixer en aquesta sala amb peces notables com la Betly i Gemma di Vergy de Donizetti el 1842, per les quals va ser molt aplaudida per la premsa de l'època.
El mateix any va abandonar els escenaris a causa del seu matrimoni amb el compositor Baltasar Saldoni i Remendo, una situació que Nieves Hernández qualifica de paradoxal, atès que el mateix Saldoni es plany moltes vegades que les carreres musicals femenines es trunquessin a causa de les obligacions familiars. Tanmateix, segons Ballesteros, quan va morir se li estaven fent importants ofertes per anar a cantar a l'estranger. Franco va morir de part el 13 de novembre de l'any següent als 21 anys, quan va donar a llum a la seva filla, la qual també va morir durant la infantesa, el 1846.